# تیمور رجبوف
تیمور رجبوف (ترکی آذربایجانی: Teymur Rəcəbov؛ زادهٔ ۱۲ مارس ۱۹۸۷) استادبزرگ شطرنج اهل جمهوری آذربایجان است. او سال ۲۰۰۱ در ۱۴سالگی به مقام استادبزرگی دست یافت که در آن زمان دومین شطرنج‌باز کم‌سن‌وسال تاریخ با درجهٔ استادبزرگی به‌شمار می‌رفت. او به همراه تیم ملی آذربایجان در سالهای ۲۰۰۹، ۲۰۱۳ و ۲۰۱۷ قهرمان اروپا شده‌است. بالاترین امتیاز او در ریتینگ الو ۲۷۹۳ بوده که سال ۲۰۱۲ به دست آورده و در آن زمان نفر چهارم این ریتینگ محسوب می‌شد. تیمور رجبوف قهرمان رقابت‌های جام جهانی شطرنج سال ۲۰۱۹ در خانتی-مانسییسک روسیه شد.